# Gerda van den Bosch-Brethouwer

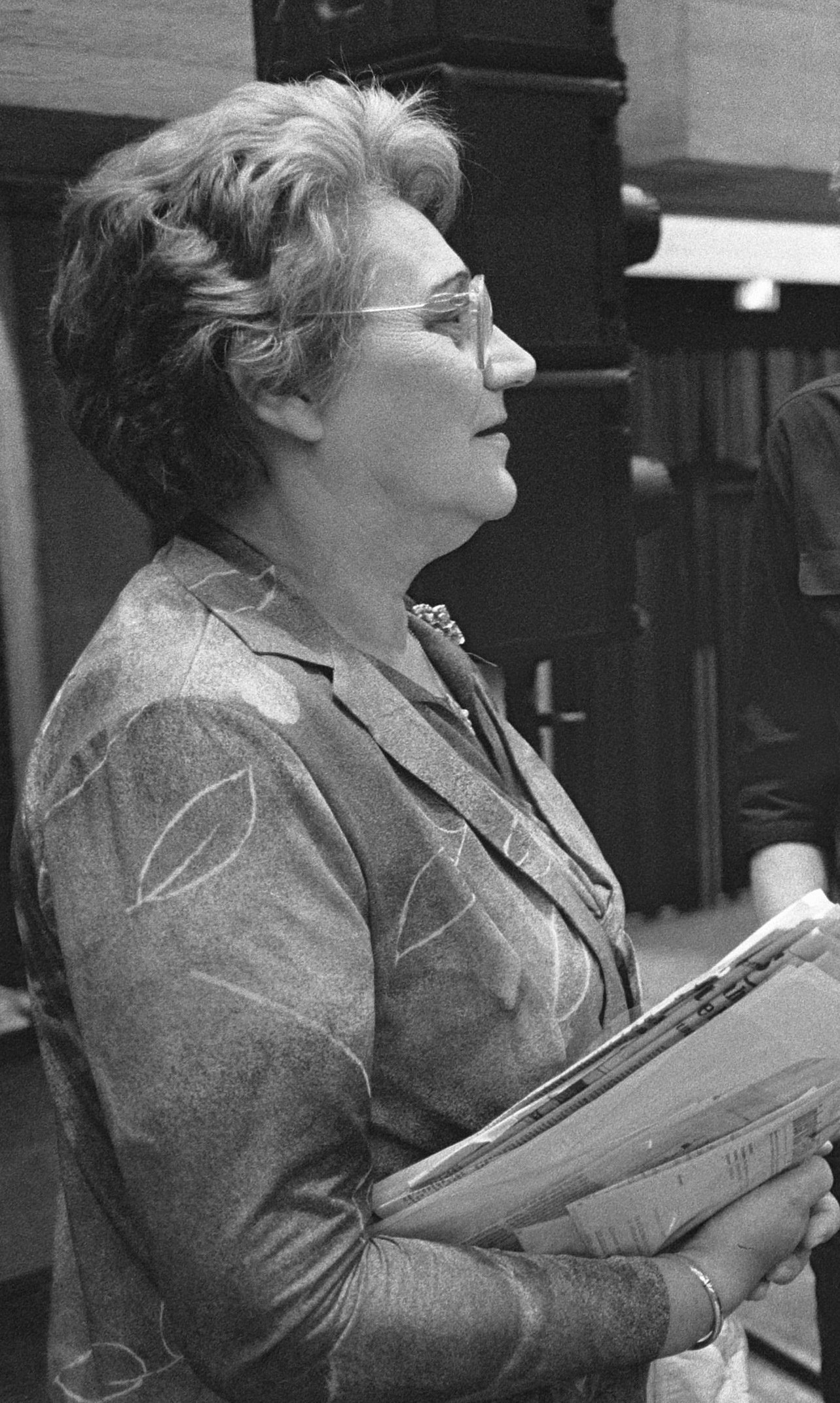
Burgemeester G.J. van den Bosch-Brethouwer

Gerharda Johanna (Gerda) van den Bosch-Brethouwer (Aalten, 3 februari 1921 – 10 december 2006) was een Nederlands politicus van de PvdA.
Ze ging in 1938 werken bij de gemeentesecretarie van Aalten. In 1946 stapte ze over naar de Vereniging van Nederlandse Gemeenten (VNG) waar ze als stafmedewerkster werkzaam was. Ongeveer tien jaar later trouwde ze, wat reden was voor haar ontslag. Vanaf eind 1968 was Van den Bosch-Brethouwer secretaresse bij de redactie van Woord en Dienst; een blad voor ambtsdragers in de Nederlandse Hervormde Kerk. Daarnaast was ze vanaf 1970 lid van de gemeenteraad van Wassenaar. In februari 1972 werd Van den Bosch-Brethouwer benoemd tot burgemeester van Puttershoek en daarmee was ze de eerste vrouwelijke burgemeester van Zuid-Holland en de vijfde van Nederland. De christelijke partijen die in de gemeenteraad van Puttershoek de meerderheid hadden gaven aan niet zo enthousiast te zijn met de benoeming van een vrouwelijke burgemeester. In februari 1977 volgde haar benoeming tot burgemeester van Brummen wat ze bleef tot maart 1986 toen ze met pensioen ging. Eind 2006 overleed ze op 85-jarige leeftijd.

## Familie
Brethouwer was de oudste dochter van landbouwer Gerrit Jan Brethouwer en Dina Aleida Johanna Heusinkveld. Ze trouwde in 1955 met de procuratiehouder bij een Haagse bank jhr. Hendrik Joan van den Bosch (1902-1999), telg uit het geslacht Van den Bosch, met wie ze een zoon kreeg: de archeoloog jhr. drs. Jente van den Bosch (1957).